# 达尼亚尔·尤尔达舍夫
达尼亚尔·尤尔达舍夫（1996年9月3日—），哈萨克斯坦男子空手道运动员，2018年亚洲运动会男子84公斤以上级铜牌得主、2021年世界空手道锦标赛男子团体组手铜牌得主、2022年亚洲运动会男子84公斤级银牌得主。